# جيوفري روبرتس
جيوفري روبرتس (بالإنجليزية: Geoffrey Roberts)‏ هو مؤرخ بريطاني، ولد في 1952 في لندن في المملكة المتحدة.